# Spessart (Schiff)

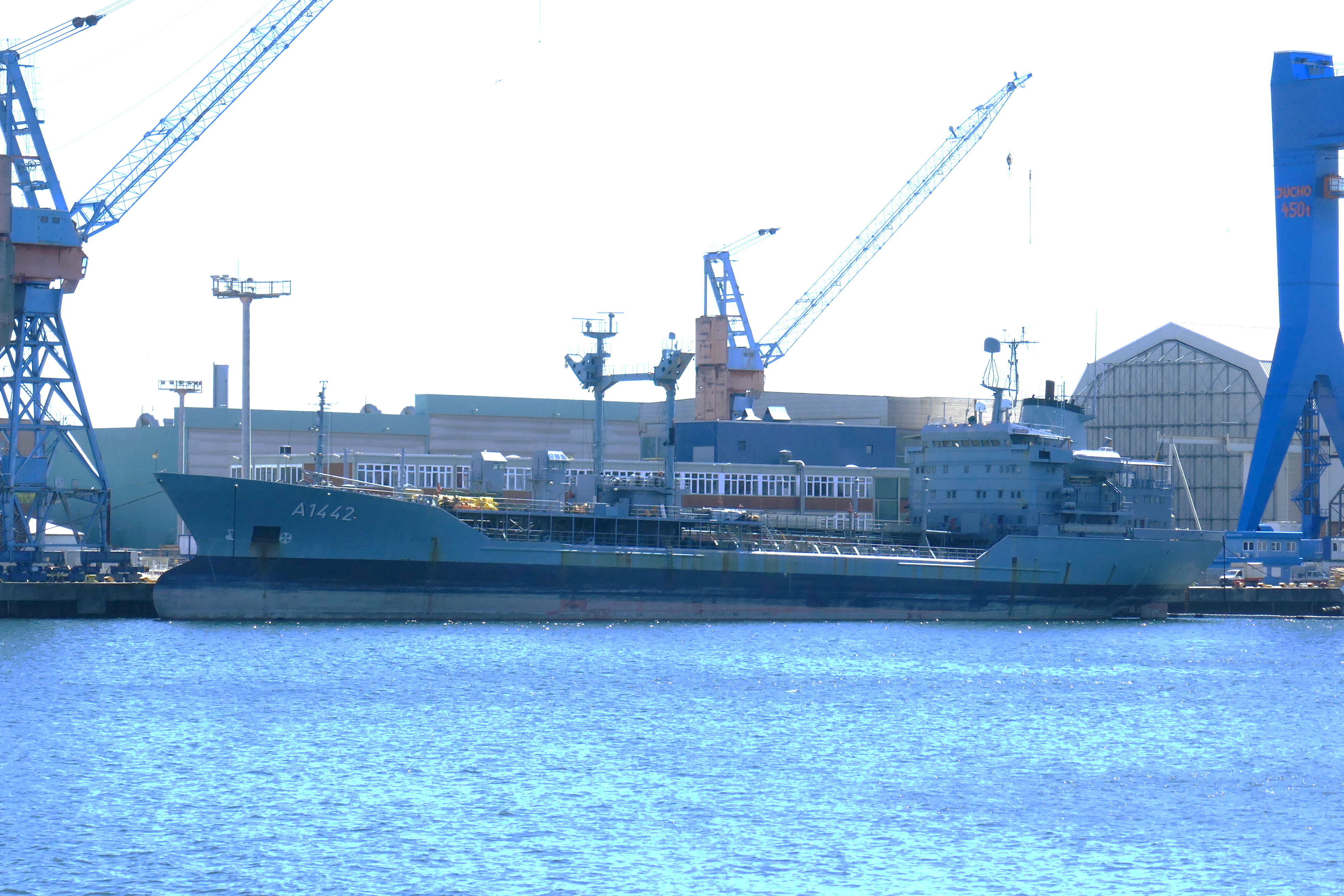
Tankschiff Spessart in Kiel (Juni 2025)

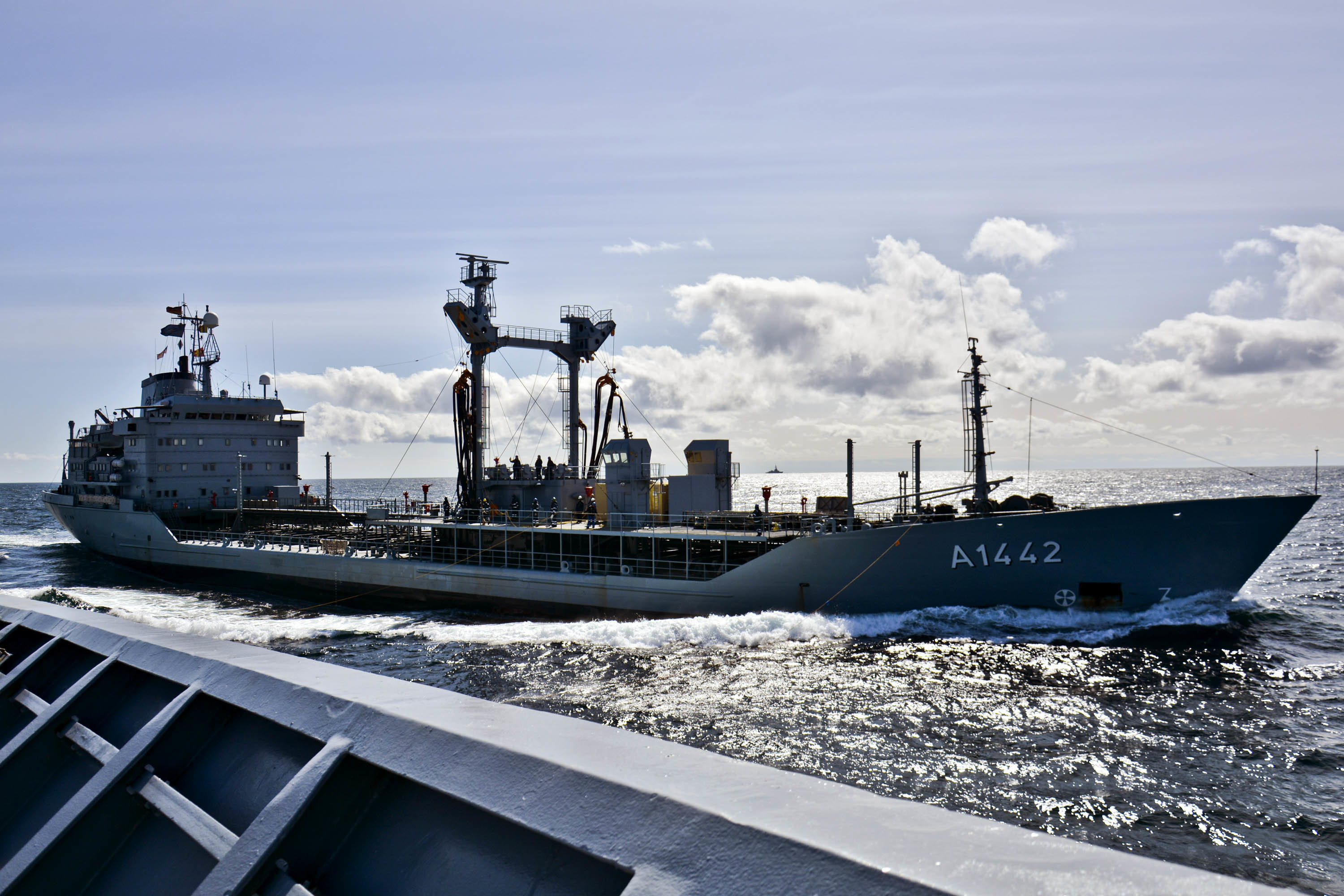
Die Spessart im Mai 2015

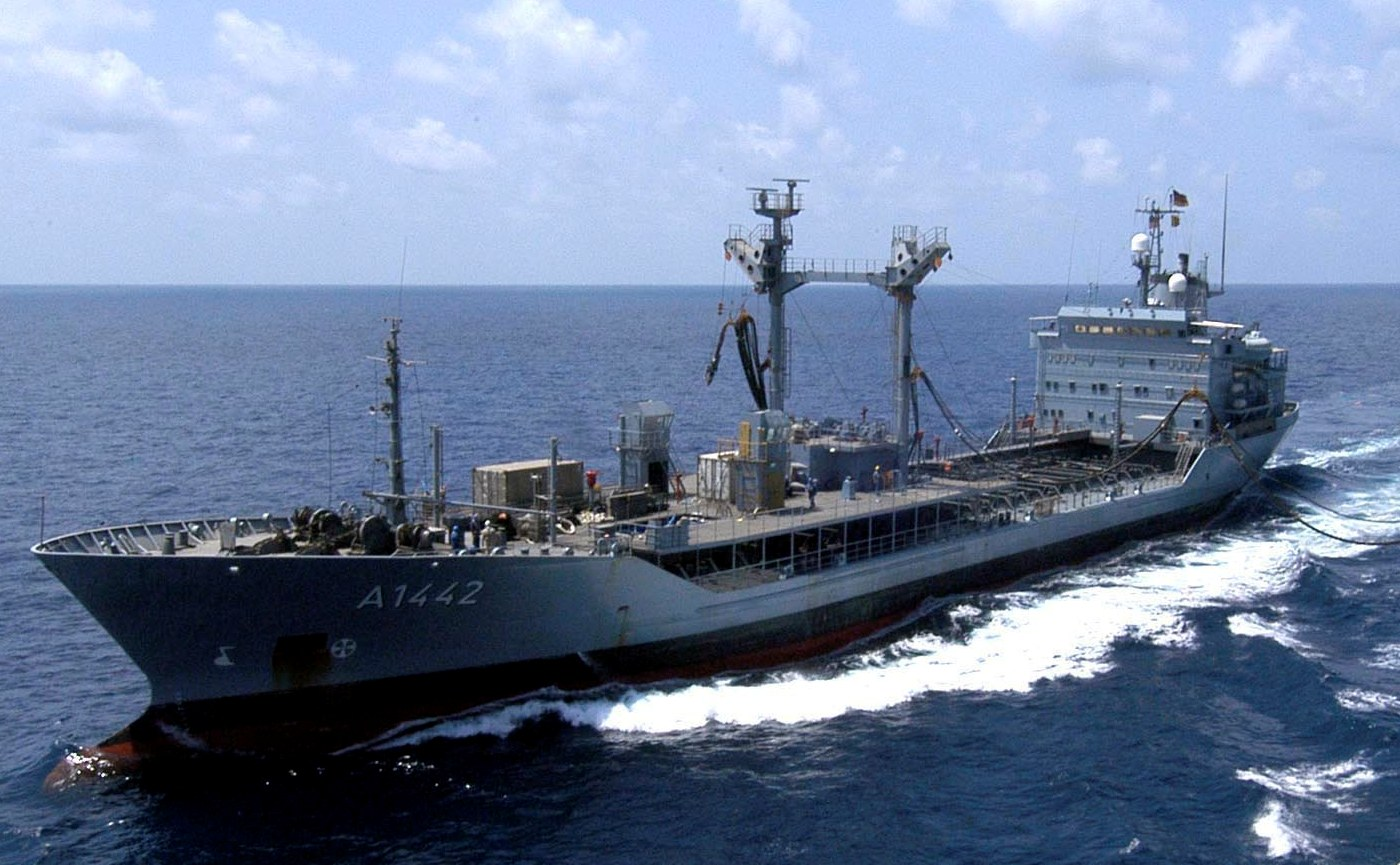
Die Spessart im Oktober 2006

Die Spessart ist ein Betriebsstofftransporter der Deutschen Marine und gehört zur Rhön-Klasse. Ihre optische Kennung ist „A 1442“. Sie wurde am 5. September 1977 in Kiel in Dienst gestellt und gehört dem in Wilhelmshaven stationierten Trossgeschwader an. Das Schwesterschiff der gleichen Klasse, Rhön, ist in Wilhelmshaven stationiert.

## Technische Daten und Aufgaben
Das Schiff besitzt eine Einsatzverdrängung von 14.169 Tonnen und kann eine Geschwindigkeit von 16 Knoten laufen. Die Ladekapazität umfasst etwa 11.500 Kubikmeter. Die Antriebsanlage besitzt eine Leistung von 5880 kW beziehungsweise 8000 PS. Die Besatzung besteht aus zivilen Kräften und umfasst 40 bis 42 Personen.
Das Schiff dient der Versorgung von Kriegsschiffen auf See. Es verfügt über Einrichtungen für die Seeversorgung, mit der es während der Fahrt Kraftstoffe und Wasser übergeben kann.

## Geschichte
Das Schiff war ursprünglich als ziviler Tanker unter dem Namen Okapi für die dänische Reederei Terkildsen & Olsen in Dienst gestellt worden.
Am 8. Mai 1980 kollidierte die Spessart während einer Übung mit dem damaligen Zerstörer Bayern, wobei dessen Bug bis zum Wellenbrecher eingedrückt wurde. Bei einem Werftaufenthalt in Toulon wurde eine Notreparatur durchgeführt und die Bayern erhielt einen Notsteven.
Von Januar bis April 1994 gehörte die Spessart der Task Group 500.02 unter Kapitän zur See Gottfried Hoch an, welche im Rahmen der Operation Southern Cross dazu diente, den im Rahmen der Operation UNOSOM II eingesetzten Deutschen Unterstützungsverband Somalia des deutschen Heeres aus Mogadischu nach Mombasa zu evakuieren.
Am 30. September 2007 befand sich die Spessart als Teil der Standing NATO Maritime Group 1 im Roten Meer auf dem Weg Richtung Suezkanal als es zu einem Vulkanausbruch auf der Insel Dschazirat Dschabal at-Tair kam. Der NATO-Einsatzverband unterstützte daraufhin die Küstenwache Jemens bei den Rettungsmaßnahmen.
Im März 2009 hatte das Schiff die Aufgabe, deutsche Einheiten im Rahmen der Operation Atalanta der Europäischen Union (EU) zu versorgen. Zu diesem Zweck befand sich ein bewaffnetes Begleitkommando mit zwölf Soldaten an Bord. Am Sonntag, 29. März 2009, wurde das Schiff im Gebiet vom Golf von Aden durch eine siebenköpfige Gruppe von Piraten aus einem Boot heraus mit Handfeuerwaffen angegriffen. Das Begleitkommando erwiderte den Angriff mit Handfeuerwaffen. Während des Angriffs rief der Kommandant andere Schiffe um Hilfe, darunter auch die deutsche Fregatte Rheinland-Pfalz. Weiterhin kamen das US-amerikanische Landungsschiff Boxer, die spanische Fregatte Victoria und die niederländische Fregatte De Zeven Provinciën in das Gebiet des Überfalls. Alle sieben Piraten wurden durch ein Boardingteam  der Rheinland-Pfalz gefangen genommen und auf der Fregatte inhaftiert.
Januar bis März 2013 nahm die Spessart an der Standing NATO Maritime Group 1  (SNMG 1) teil. Dabei nahm sie sowohl am Manöver Dynamic Guard vor Norwegen, als auch an der Operation Active Endeaveour im Östlichen Mittelmeer im Seegebiet zwischen Zypern, Syrien sowie dem Libanon teil. Im März wurde sie von ihrem Schwesterschiff Rhön abgelöst.
Am 27. Januar 2014 gab Kapitän Wolfgang Schmid, der das Schiff 10 Jahre lang geführt hatte, an Kapitän Rolf von Bebern ab.
2014 nahm die Spessart am Einsatz- und Ausbildungsverband 2014 teil. Die Route führte vom Polarkreis bis nach Lagos in Nigeria.
2015 gehörte die Spessart zur Standing NATO Maritime Group 2 (SNMG 2) und nahm am U-Jagdmanöver Dynamic Mongoose teil.
Von April bis August 2016 nahm die Spessart wieder an Operation Atalanta teil.
Am 11. Januar 2017 lief die Spessart wiederum aus ihrem Heimathafen in Kiel aus, um sich in Oslo der Standing  Maritime Group 1 (SNMG1) anzuschließen. Diesem Einsatzverband sollte sie bis Mai 2017 angehören.
Am 11. April 2017 gab das Marinekommando bekannt, dass die Spessart aufgrund eines Maschinenschadens vorzeitig nach Kiel zurückkehren müsse. Nachdem bereits das Schwesterschiff Rhön aufgrund technischer Mängel ausgefallen war, verfügte die Deutsche Marine vorübergehend über keinen einsatzbereiten Betriebsstofftransporter.
Nach Wiederinstandsetzung fiel die Spessart im Februar 2018, als sie sich zum Manöver in Norwegen befand, aufgrund eines Schadens am E-Diesel und Notdiesel erneut aus. Darauf musste sie ihre Beteiligung vorzeitig abbrechen und in den norwegischen Marinestützpunkt Haakonsvern bei Bergen einlaufen.
Wegen Maschinenproblemen wurden die beiden Schiffe der Rhön-Klasse, die Rhön und die Spessart, im Juni 2018 außer Betrieb genommen. Die für die Schiffssicherheit zuständige DNV GL entzog den beiden Tankern die Betriebszulassung. Sie sollen repariert werden und bis 2024 in Dienst bleiben.
Ende Januar 2019 lief die Spessart aus, um sich bis März 2019 an der Standing NATO Maritime Group 1  (SNMG 1) zu beteiligen. Nach einer Woche im Verband musste die Spessart jedoch schon wieder für mehrtägige Reparaturarbeiten nach Kiel zurückkehren, bevor sie sich wieder dem Verband anschließen konnte.
Seit April 2022 ist die Spessart erneut Teil des NATO-Einsatzverbands SNMG 1 in der Ostsee.
2023 absolvierte das Schiff seinen letzten Einsatz im Rahmen einer NATO-Mission. Danach wurde die Fahrberechtigung der Spessart nicht mehr erneuert. Seitdem liegt sie als schwimmendes Tanklager im Marinestützpunkt in Kiel. Während der Kieler Woche 2025 wurde sie an einen Liegeplatz der Werft German Naval Yards geschleppt, da im Marinehafen alle Liegeplätze für Gastschiffe benötigt wurden.